# قيس عبد الفتاح
قيس عبد الفتاح (من مواليد 19 نوفمبر 1945-)، ممثل مصري  تخرج من معهد التمثيل. بدأ مشواره الفني في منتصف الخمسينيات بأداء أدواراً صغيرة مساعدة في الأفلام المصرية  وكانت حصيلة نشاطه 47 عملاً بين الإذاعة والتلفزيون والسينما.

## قائمة أعماله

### أفلام
- 1993: أولاد ضرغام.[5]
- 1992: لن أنسى أبدا.[6]
- 1985: الرجل الذي عطس.[7]
- 1984: العايقة والدريسة.[8]
- 1982: على باب الوزير.[9]
- 1980: x علامة معناها الخطأ.[10]
- 1973: السلم الخلفي.[11]
- 1972: خلي بالك من زوزو.[12]
- 1970: الثعلب والحرباء.[13]
- 1969: أبي فوق الشجرة.[14]
- 1969: الحلوة عزيزة.[15]
- 1957: لن أبكى أبداً.[16]

### مسلسلات
| - السع وفلسع:2014- - عائلة أبو حديد:2014- - مسألة كرامة:2011- - صرخة أنثى:2007- - بيت الزعفراني:2000- - أوراق مصرية ج1:1998- قائد معسكر انجليزي - الأبطال ج1:1996- باراس - الحفار:1996- رئيس تحرير هولندي | - محمد رسول الله إلى العالم:1993- - وللماضي ذكرى:1989- طارق - القضاء في الإسلام ج1->ج5، ج8:- - علاء وصفاء والأصدقاء:1987- - لا إله إلا الله ج2:1986- - رسول الإنسانية:1985- - محمد رسول الله ج5:1985- - الأزهر الشريف منارة الإسلام:1982- الأمير بهادر | - أصيلة:1980- - الأيام:1979- يوسف - القاهرة والناس:1972- - عائلة مرزوق أفندي:1959-عمرو - أغرب القضايا:0- - الانتقام:0- - العصافير:0- | - الغريب والليل:0- - بالحب نحيا سعداء:0- - حساب السنين:0- - سلام لحضرة الناظر:0- - مكان للأم:0- - نسناس في العش الوردي:0- - وعاد نور القمر:0-حمدي |

### أخرى
- عائلة سعيدة جدًا:1985-سعد
- الرمق الأخير:1972-
- رسمية:0-
- طريق الهدى:0-

## وصلات خارجية
- قيس عبد الفتاح على موقع الدهليز
- قيس عبد الفتاح على موقع قاعدة بيانات الأفلام العربية
- قيس عبد الفتاح على موقع الدهليز
- قيس عبد الفتاح على موقع كاروهات